# Ultimo mondo cannibale
Ultimo mondo cannibale è un film del 1977 diretto da Ruggero Deodato.
È il primo lungometraggio della trilogia dei cannibali.

## Trama
Un gruppo di quattro persone (l'antropologo Rolf, lo studioso Robert, il pilota Charlie e l'infermiera Swan) atterra nella giungla di Mindanao, per una ricerca petrolifera.
Arrivati al campo base, gli avventurieri constatano che l'accampamento è deserto e si rendono conto che tutti gli occupanti sono stati brutalmente assassinati dai Manabu, indigeni che praticano il cannibalismo.
Durante la notte, Swan viene uccisa dai locali. Il giorno dopo, i tre uomini partono alla ricerca della compagna. Charlie muore vittima di una trappola. Rolf e Robert si perdono nella foresta e, nel tentativo di ritornare indietro, costruiscono una zattera che, però, finisce per infrangersi contro le rocce.
Separato da Rolf, Robert si rimette in cammino, ma viene catturato da un'altra tribù di indigeni. Imprigionato in una caverna, l'uomo viene spogliato, umiliato e denigrato, oltre ad assistere a truculenti spettacoli e rituali.
Una sensuale indigena, Palen, si innamora di Robert. I due, alla fine, fuggono insieme e si dirigono al campo base. Sul posto trovano Rolf, in cattive condizioni: ha un ginocchio ferito che sta andando in gangrena.
I tre riprendono il cammino per raggiungere l'aereo. Sfortunatamente, vengono seguiti e accerchiati dai Manabu. Palen rimane vittima dei cannibali. Robert affronta, quindi, il capo degli antropofagi, lo uccide e ne mangia il fegato. Gli indigeni, sorpresi dal suo coraggio, li seguono senza attaccarli.
Robert e Rolf, raggiunto l'aereo, riescono a decollare, ma, alla fine, l'antropologo si accascia senza vita sul sedile posteriore.

## Produzione

### Soggetto e sceneggiatura
A seguito dell'ottimo successo commerciale de Il paese del sesso selvaggio, fu proposto a Umberto Lenzi di dirigere un'altra pellicola a sfondo esotico. Alla fine, il regista toscano non accettò e fu, pertanto, contattato Deodato per realizzare Ultimo mondo cannibale.
L'idea del film nacque da una probabile leggenda metropolitana. Il regista ha rivelato di aver letto, all'epoca, un articolo di giornale che riportava la misteriosa morte di Michael Rockfeller, uno dei figli del magnate John Davison Rockefeller. Secondo il quotidiano, il magnate fu ucciso da una tribù indigena di cannibali. Tale episodio, tuttavia, non è mai stato confermato.

### Riprese
La pellicola venne girata prevalentemente in Malaysia, dopo una attenta selezione da parte di Deodato. Racconta il cineasta che fu un set complicato, dettato da situazioni pericolose ed ostili. L'aiuto regia, Lamberto Bava, fu ferito da un serpente, fortunatamente privo di veleno.
Alcune delle sequenze degli animali uccisi furono inserite, tramite materiale d'archivio, dal produttore. Ma altre, come l'uccisione dell'alligatore, vennero girate appositamente per il film.

### Cast
Me Me Lay e Ivan Rassimov avevano già lavorato insieme, nel cult Il paese del sesso selvaggio di Lenzi.
Il ruolo del protagonista è stato affidato a Massimo Foschi che, nello stesso anno, ha doppiato il personaggio Dart Fener in Guerre Stellari.

## Distribuzione

### Data di uscita
Il film è stato distribuito nelle sale cinematografiche italiane l'8 febbraio del 1977. In seguito, è stato esportato all'estero, dove ottenne un ottimo successo di pubblico. È conosciuto col titolo internazionale di Last Cannibal World.

### Versioni alternative
Per i suoi contenuti violenti, l'edizione inglese è stata, originariamente, tagliata di circa 4 minuti. In Svezia ha subito una censura più pesante (le copie cinematografiche nordiche furono private di 10 minuti). Nei formati home video, Ultimo mondo cannibale è uscito in director's cut.